# Ian Ferguson (Produzent)
Ian Ferguson (* 20. Jahrhundert) ist/war ein britischer Filmproduzent, Drehbuchautor und Filmschaffender. 

## Biografie
Ferguson trat 1947 als Produktionsassistent in dem Dokumentar-Kurzfilm Children Growing Up with Other People erstmals beim Film in Erscheinung. Seinen ersten Film produzierte er 1953, den Kurzfilm West Country Journey. In dem Kurzfilm Fully Fitted Freight von 1957 thematisierten Ralph Keene und Ferguson einen Gütertransport, der von Bristol nach Leeds über die Midlands unterwegs war. Mit Keene arbeitete Ferguson mehrfach zusammen.
Mit seinem Film Journey Into Spring, einer Kurzdokumentation, war Ferguson dann 1959 für einen Oscar in der Kategorie „Bester Kurzfilm“ nominiert und konnte den BAFTA Film Award mit nach Hause nehmen. Mit dem von ihm produzierten dokumentarischen Kurzfilm Between the Tides von 1959 war Ferguson im Jahr darauf ebenfalls für einen Oscar nominiert. Der Film zeigt, wie Tiere und Pflanzen mit den Lebensbedingungen an der britischen Westküste klarkommen. 
In der Kurzdokumentation Wild Highlands von 1961 führte Ferguson Regie. Der Film zeigt Flora  und Fauna des schottischen Hochlandes, aber auch Aufnahmen von Fischadlern und Hirschen in Argyle. In den Jahren 1973 bis 1975 verfasste Ian Ferguson die Drehbücher für drei Kurz-Dokumentationen. 

## Filmografie (Auswahl)
– als Produzent, wenn nicht anders angegeben –
- 1947: Children Growing Up with Other People (Dokumentar-Kurzfilm; Produktionsassistent)
- 1953: West Country Journey (Kurzfilm)
- 1953: More Power to Your Elbow (Dokumentar-Kurzfilm)
- 1953: Highland Journey (Dokumentar-Kurzfilm)
- 1954: The Lake District (Dokumentar-Kurzfilm)
- 1954: The Heart of England (Dokumentar-Kurzfilm)
- 1955: Capital Visit (Kurzfilm)
- 1956: Round the Island (Dokumentar-Kurzfilm)
- 1956: North to Wales (Dokumentar-Kurzfilm)
- 1956: Any Man’s Kingdom (Dokumentar-Kurzfilm)
- 1957: The England of Elizabeth (Kurzfilm)
- 1957: Overhaul (Dokumentar-Kurzfilm)
- 1957: Lancashire Coast (Dokumentar-Kurzfilm)
- 1957: Holiday (Dokumentar-Kurzfilm)
- 1957: Fully Fitted Freight (Kurzfilm)
- 1958: The Trave Game (Dokumentar-Kurzfilm)
- 1958: Scotland for Sport (Dokumentar-Kurzfilm)
- 1958: Journey Into Spring (Dokumentar-Kurzfilm)
- 1959: Between the Tides (Dokumentar-Kurzfilm)
- 1960: Off the Beaten Track (Dokumentar-Kurzfilm)
- 1961: Wild Highlands (Dokumentar-Kurzfilm; Regie)
- 1973: Over the Sea and fast Away (Dokumentar-Kurzfilm; Autor)
- 1974: Midland Country (Dokumentar-Kurzfilm; Autor)
- 1975: Age of Invention (Dokumentar-Kurzfilm; Autor)

## Auszeichnungen
BAFTA Film Award
- 1958: Gewinner des BAFTA Film Awards in der Kategorie „Bester Dokumentar-Kurzfilm“

Oscarnominierungen in den Kategorien „Bester Kurzfilm“ und „Bester Dokumentar-Kurzfilm“
- 1959: mit Journey Into Spring
- 1960: mit Between the Tides